# Francisco Amancio dos Santos
Francisco Amancio dos Santos, conhecido como Chicão (Rio de Janeiro, 21 de fevereiro de 1940 - Rio de Janeiro, 18 de agosto de 1968), foi um futebolista brasileiro que atuava como zagueiro.

## Carreira
Chicão começou a sua carreira no Botafogo (SP). Em 1961 transferiu-se para o clube espanhol Valencia onde jogou quatro anos. Ele também jogou pelo Levante.
Chicão morreu em 1968, aos 28 anos.